# タリク・ウォーレン
- タリク・ウーレン

タリク・ウォーレン（Tariq Woolen, 1999年5月2日 - ）は、アメリカ合衆国テキサス州フォートワース出身のプロアメリカンフットボール選手。NFLのシアトル・シーホークスに所属している。ポジションはコーナーバック。

## 経歴

### カレッジ
テキサス大学サンアントニオ校（UTSA）に進学後、当初はワイドレシーバーとしてプレーしていたが、2年目のシーズン途中にコーナーバックへコンバートされた。
4年目の2021年シーズンには25タックル、1つのインターセプトを記録。シーズン終了後に2022年のNFLドラフトへエントリーした。

### シアトル・シーホークス
ドラフト前に行われたコンバインの40ヤード走では歴代3位となる4.26秒を記録した。その後ドラフト全体153位でシアトル・シーホークスから指名され、ルーキー契約を結んだ。

#### 2022年シーズン
第3週のアトランタ・ファルコンズ戦でマーカス・マリオタからキャリア初となるインターセプトを記録。翌週のデトロイト・ライオンズ戦ではジャレッド・ゴフからインターセプトを記録し、そのままキャリア初となるタッチダウンを記録した。第6週のアリゾナ・カージナルス戦でカイラー・マレーから4試合連続となるインターセプトを記録。ルーキーが4試合連続でインターセプトを記録するのは過去10年で初の出来事だった。リーグ最多タイの6インターセプト、3位タイの16パスディフレクションを記録し、ルーキーながらプロボウルに選出された。

#### 2023年シーズン
16試合に出場して、53タックル、2インターセプト、11パスディフレクションを記録した。

#### 2024年シーズン
15試合に出場して46タックル、3インターセプト、14パスディフレクションを記録した。